# 酒田産業会館
酒田産業会館（さかたさんぎょうかいかん）は、 山形県酒田市中町二丁目に所在する施設建築物。交差点をはさんだ斜め向かいに酒田市役所が位置する。また、隣には酒田の商業のシンボルだったマリーン5清水屋が2021年に閉店するまで存在した。

## 解説
1967年に竣工し、1976年の酒田大火による罹災を免れた旧酒田産業会館の建て替えにあたり、耐震性・耐火性に優れた性能を有する建物への更新に留まらない、酒田中心市街地に求められる機能を兼ね備えた建物へと更新を図り、あわせて「中心市街地の活性化のためには、まちを訪れる消費者のみならず、中心市街地で事業を営む地元事業者のための環境を整える必要がある」との考えに立ち、金融・生保・損保機能、酒田市産業振興センターなどの事業者支援機能を集積した。加えて、それらとまちを繋ぐ、情報発信センター、FM放送用録音スタジオ、ギャラリーとして活用できるロビーやプロムナード、そして酒田まちなかホールを整備し、まちと地域産業と市民を繋ぐ場所づくりが行われた。
このプロジェクトは、酒田商工会議所を施行者とする個人施行による第一種市街地再開発事業で、従前権利者は土地所有者5名、建物所有者3名、テナント2名であったところ、従前の土地・建物所有者である酒田商工会議所、荘内銀行、酒田市の三者が施設を取得した。施設規模は従前延床面積4,878 m2に対して従後は延床面積4,443 m2と、まちのための新たな機能を付加しながらも施設規模が同等となる合理的な計画となっている。事業費は25億88百万円、荘内銀行、酒田商工会議所が取得した保留床の価格は約14億90百万円であり、おおむね1000 - 1200千円/坪ほどのコスト負担により、新しい機能が併設された新産業会館への建て替えが実現した。

## 施設
中心市街地における回遊性の向上のため、市役所から商業ゾーンへ繋がる目抜き通りに面して誰でも自由に行き来できる屋内歩行者空間「プロムナード」を配置、これを介して「まちのロビー」に至る設計となっている。「まちのロビー」はオフィスやホール、銀行、コワーキングスペースがある市の産業振興センター、すべての用途の共用ロビーであり、FM放送スタジオとカフェの機能を有した様々な人と情報の交流の場として機能する。2・3階は酒田商工会議所をはじめ事務所や金融機関などが入居する業務フロアであり、4階には250人程度を収容可能な「酒田なかまちホール」が配置されている。ホール内は縦連窓と折り上げ天井を連続させ、自然光と間接照明による光の帯をつくり、壁には地元産の酒田杉がふんだんに使用されている。
外観は「酒田らしさ・継承」をコンセプトに酒田の伝統建築の軒や塀、ならびに旧産業会館の大きな庇が印象的な外観イメージをモチーフとして、スラブの張り出しによる水平ラインを強調した。「継承」として、旧産業会館の素材の再利用にも取り組み、旧建物の外部足元廻りに使われていた袴石（白御影石）は、新しい建物でも同じく袴石に採用した。
| 階  | 入居企業など                                                                                 |
| --- | -------------------------------------------------------------------------------------------- |
| 1階 | - 荘内銀行酒田中央支店 - 地産地消カフェ/まちの観光案内 - 酒田市産業振興センター（サンロク）  |
| 2階 | - 荘内銀行酒田中央支店 - SIG酒田事業所 - 酒田エフエム放送 - 酒田商工会議所                   |
| 3階 | - アクサ生命保険酒田営業所 - あいおいニッセイ同和損害保険酒田支社 - 日本政策金融公庫酒田支店 |
| 4階 | - 酒田まちなかホール・会議室 - シェアキッチン                                                |